# Катого
Катого — традиційна страва угандійської кухні, основою якої є крохмалисті банани матоке з підливою з м'яса, субпродуктів або бобів.

## Походження
Страва катого походить із Західної та Центральної областей, де спочатку вважалася їжею для бідних. Наразі ця страва відома в більшості регіонів Уганди і найчастіше подається на сніданок. Популярність призвела до появи безлічі варіантів катого. Змінюватися може як основа - наприклад, замість матоке беруться батат або їстівний маніок, так і соус (субпродукти, яловичина), арахіс або боби.

## Приготування
Незважаючи на безліч варіантів, основним є той, де основу складають матоке, а соус робиться з субпродуктів. Матоке - це особливий вид крохмалистих зелених бананів, який зазвичай відварюється на пару. Для катого спочатку на повільному вогні готується підлива, потім матоке тушкується з нею до готовності.